# Gulyanag Mamedova
Gulyanag Mamedova (en azerí: Məmmədova Gülyanaq Zakir qızı; nacida el 10 de junio de 1973) es una intérprete vocal azerbaiyana, solista del Teatro Estatal de la Canción de Azerbaiyán Rashid Behbudov. Recibió el título de Artista del Pueblo de Azerbaiyán en 2014 y posteriormente se convirtió en Artista del Pueblo de la República de Uzbekistán en 2022.
Gulyanag Mamedova nació el 10 de junio de 1973 en el pueblo de Böyük Dəhnə, distrito de Shaki, RSS de Azerbaiyán.
De 1980 a 1990 asistió a la Escuela N.º 1 en Böyük Dəhnə. Entre 1992 y 1996 estudió música en la escuela de música afiliada al Conservatorio Nacional de Azerbaiyán. Posteriormente, de 1996 a 2000, realizó estudios en la facultad de actuación de la Universidad Estatal de Cultura y Artes de Azerbaiyán, especializándose en teatro musical y actuación cinematográfica. En 2002 se graduó de la universidad con una maestría.
De 1990 a 1992 trabajó en la Casa de Cultura del distrito de Shaki. En 1993, comenzó su carrera c omo vocalista en el Teatro Estatal de la Canción de Azerbaiyán Rashid Behbudov. De 1995 a 1997 participó en el festival "Malme" en Malmo, Suecia. Realizó conciertos en solitario en Estocolmo y Gotemburgo, actuó en la Expo 2000 en Hannover, Alemania, en el festival "Bosphorus" de 2000 en Turquía, en Estambul y Ankara.
Entre 2001 y 2002 actuó en el programa de conciertos para la promoción del grupo del oleoducto "Baku-Tbilisi-Ceyhan". En 2002, representó a Azerbaiyán en Estrasburgo, Francia, en el primer aniversario de la adhesión de Azerbaiyán al Consejo de Europa. Realizó giras de conciertos por Austria, Rusia y Ucrania de 2002 a 2003. Representó la cultura nacional de Azerbaiyán en Moscú durante los "Días de la cultura azerbaiyana". Acontecimientos similares tuvieron lugar en Ucrania, Bielorrusia y Alemania. En 2004 actuó para la celebración del Nowruz en Ekaterimburgo, en 2005 en Chisináu y Viena, y en 2006 tuvo lugar un concierto con ella en Najicheván.

## Familia
Hermana: Gulyaz Zakir Mamedova, Artista del Pueblo de la República de Azerbaiyán.

## Premios
- Народный артист Азербайджанской Республики — 2014 (Artista del Pueblo de Azerbaiyán)[5][6][7][8][9][10]
- Заслуженный артист Азербайджанской Республики — 1998 (Artista de Honor de Azerbaiyán)[11][10]
- Народный артист Республики Узбекистан — 30 de agosto de 2022 (Artista popular de Uzbekistán)[12][11][13]
- Президентская премия — 2012 (Premio Presidencial - 2012)